# Døstrup Bæk
Døstrup Bæk er den øvre del af Simested Å med udspring i Vebbestrup Sogn.